# Boboye (Departement)
Boboye ist ein Departement in der Region Dosso in Niger.

## Geographie

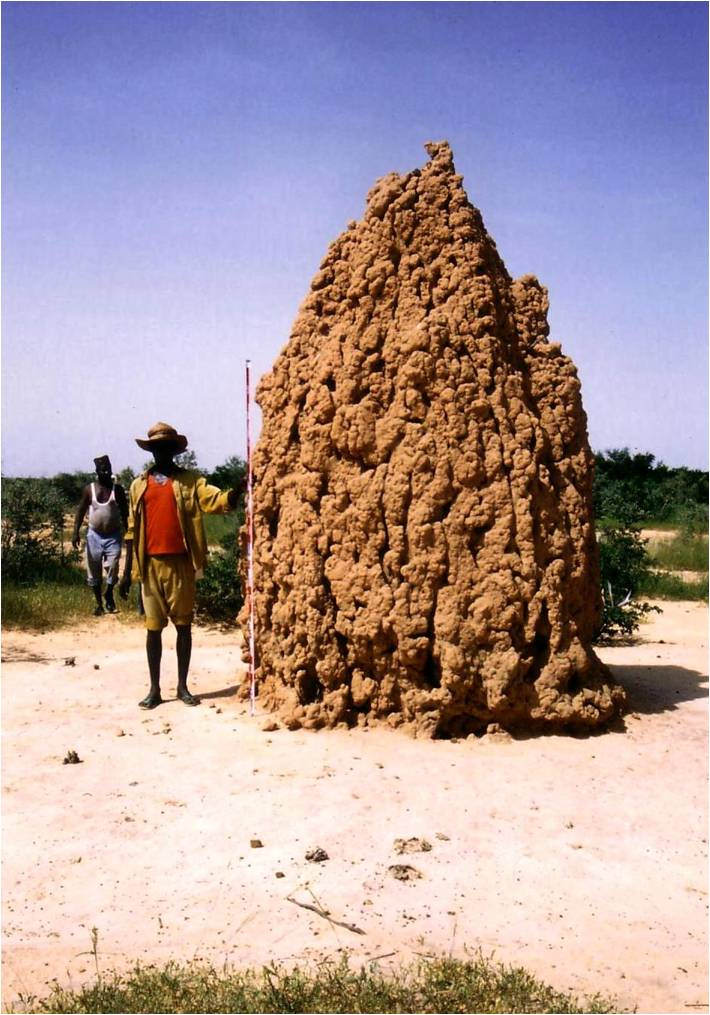
Ein Ameisenhaufen beim Weiler Bani Zoumbou in Boboye (1989)

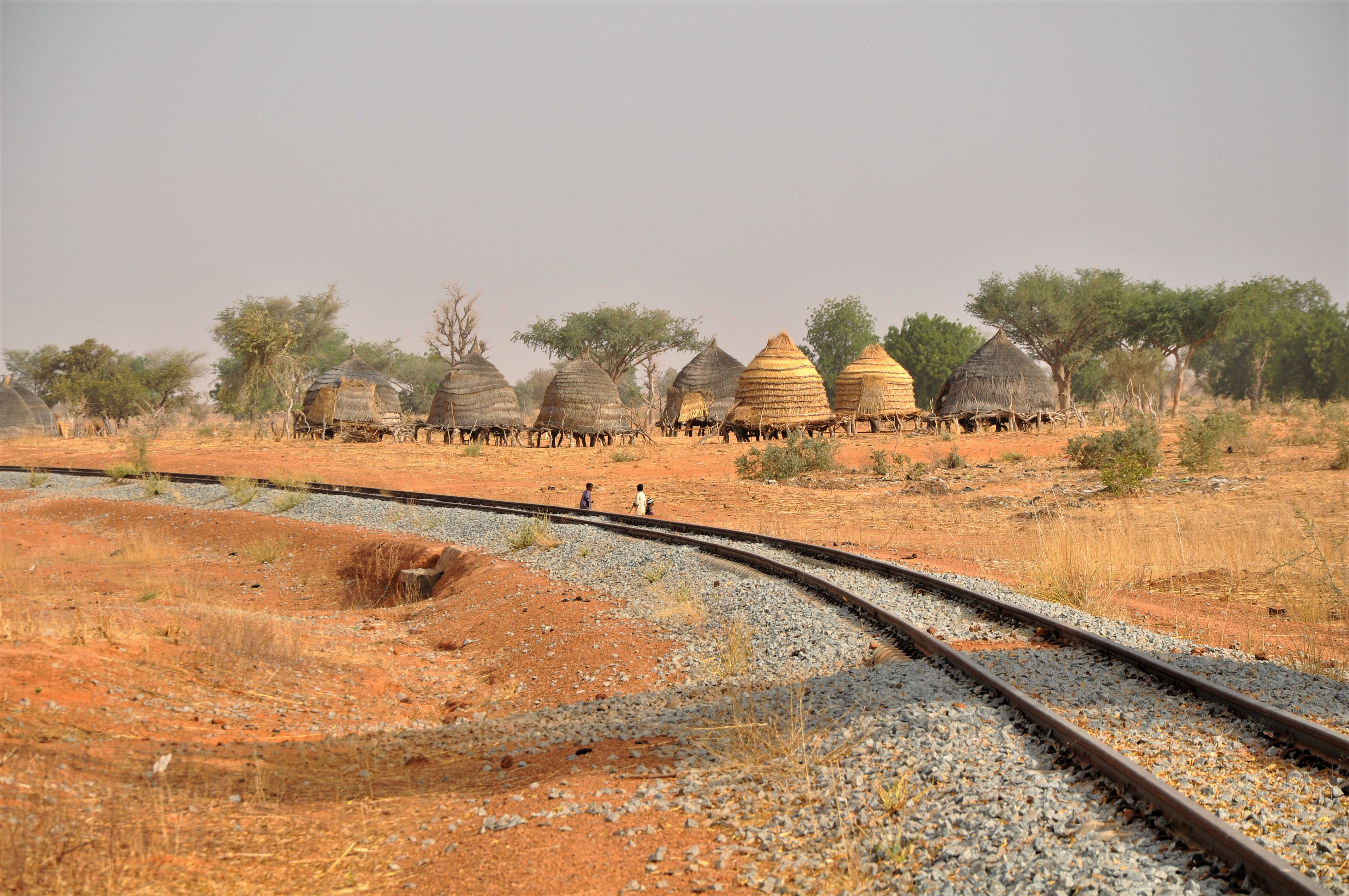
Bahntrasse und Getreidespeicher beim Dorf Kodo in Boboye (2019)

Das Departement liegt im Südwesten des Landes. Es besteht aus der Stadtgemeinde Birni N’Gaouré und den Landgemeinden Fabidji, Fakara, Harikanassou, Kankandi, Kiota, Koygolo und N’Gonga. Der Hauptort des Departements ist Birni N’Gaouré.
Das Departement ist nach dem es durchquerenden Wadi Dallol Bosso benannt, der in der Sprache Zarma Boboye heißt. Dallol Bosso ist ein Fulfulde-Wort. Boboye heißt wörtlich übersetzt „Tal“.
Die Jagdzone von Boboye ist eines der von der staatlichen Generaldirektion für Umwelt, Wasser und Forstwirtschaft festgelegten offiziellen Jagdreviere Nigers.

## Geschichte
Nach der Unabhängigkeit Nigers im Jahr 1960 wurde das Staatsgebiet in 32 Bezirke (circonscriptions) aufgeteilt. Einer davon war der Bezirk Boboye. 1964 gliederte eine Verwaltungsreform Niger in sieben Departements, die Vorgänger der späteren Regionen, und 32 Arrondissements, die Vorgänger der späteren Departements. Im Zuge dessen wurde der Bezirk Boboye in das Arrondissement Boboye umgewandelt. Pläne, Falmey als eigenes Arrondissement aus Boboye herauszulösen, bestanden seit den 1960er Jahren.
Im Jahr 1998 wurden die bisherigen Arrondissements Nigers in Departements umgewandelt, an deren Spitze jeweils ein vom Ministerrat ernannter Präfekt steht. Die Gliederung des Departements in Gemeinden besteht seit dem Jahr 2002. Zuvor bestand es aus dem städtischen Zentrum Birni N’Gaouré und den Kantonen Birni N’Gaouré/Boboye, Harikanassou/Kiota und Koygolo. 2011 wurde Falmey als eigenes Departement aus dem Departement Boboye herausgelöst.

## Bevölkerung

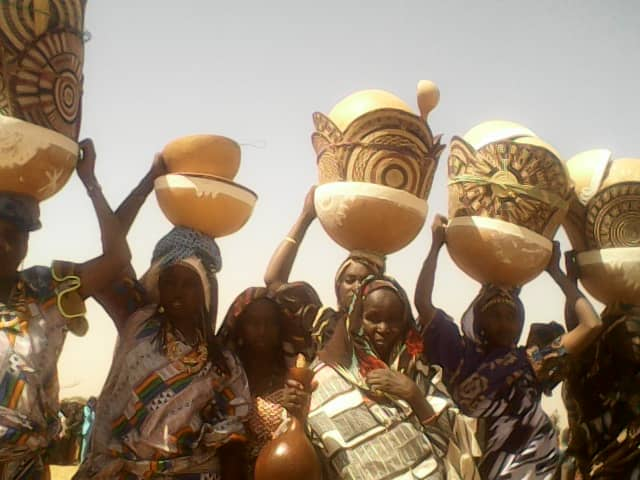
Fulbe-Frauen auf einem Fest der Viehzüchter in Birni N’Gaouré in Boboye (2019)

Das Departement Boboye hat gemäß der Volkszählung 2012 252.597 Einwohner. Bei der Volkszählung 2001, vor der Herauslösung von Falmey, waren es 270.188 Einwohner, bei der Volkszählung 1988 205.467 Einwohner und bei der Volkszählung 1977 142.273 Einwohner.

## Verwaltung
An der Spitze des Departements steht ein Präfekt (französisch: préfet), der vom Ministerrat auf Vorschlag des Innenministers ernannt wird.
| Amtszeit                      | Name                                        |
| ----------------------------- | ------------------------------------------- |
| …                             |                                             |
| 15. Apr. 2010 – 3. Jun. 2011  | Kassimoune Tago Gardi                       |
| 3. Jun. 2011 – 4. Okt. 2012   | Abdou Katchalou Katchala Gasso              |
| 4. Okt. 2012 – 4. Dez. 2013   | Ali Moustapha dit Dieng                     |
| 4. Dez. 2013 – 2. Mai 2014    | Ibrahim Boubakar                            |
| 2. Mai 2014 – 5. Dez. 2014    | Alassane Salou (alias Alassane Salou Alpha) |
| 5. Dez. 2014 – 23. Mär. 2017  | Inoussa Saouna                              |
| 23. Mär. 2017 – 9. Okt. 2018  | Ibrahim Abbalélé                            |
| 9. Okt. 2018 – 8. Dez. 2020   | Illa Ousmane                                |
| 23. Dez. 2020 – 8. Nov. 2021  | Yahaya Insa                                 |
| 8. Nov. 2021 – 30. Nov. 2022  | Idi Baoutchi                                |
| 30. Nov. 2022 – 24. Aug. 2023 | Bassirou Mahamadou                          |
| seit 24. Aug. 2023            | Amadou Boubacar                             |